# SLC25A53
SLC25A53 (англ. Solute carrier family 25 member 53) – білок, який кодується однойменним геном, розташованим у людей на довгому плечі X-хромосоми. Довжина поліпептидного ланцюга білка становить 307 амінокислот, а молекулярна маса — 34 481.
| 10         |  | 20         |  | 30         |  | 40         |  | 50         |
| ---------- |  | ---------- |  | ---------- |  | ---------- |  | ---------- |
| MGEQNHSPGK |  | ELQHRTRAEA |  | PGKKSWHSQA |  | YALGAVSNFM |  | STFLTFPIYK |
| VVFRQQIHAM |  | AVSEAVRQLW |  | HEGPQYFYRG |  | IYPPLLSKTL |  | QGTLLFGTYD |
| SLLCFLSPVG |  | PHTLGHRWAA |  | GLMSGVVEAV |  | ALSPFERVQN |  | VLQDGRKQAR |
| FPSTFSILKE |  | FNSYGLWGRL |  | SLGYYRGFWP |  | VLARNSLGSA |  | LYFSFKDPIQ |
| DGLAEQGLPH |  | WVPALVSGSV |  | NGTITCLVLY |  | PLIVLVANMQ |  | SHIGWQNMPS |
| LWASAQDVWN |  | TRGRKLLLIY |  | RGGSLVILRS |  | SVTWGLTTAI |  | HDFLQRKSHS |
| RKELKTD    |  |            |  |            |  |            |  |            |

A: Аланін

C: Цистеїн

D: Аспарагінова кислота

E: Глутамінова кислота

F: Фенілаланін

G: Гліцин

H: Гістидин

I: Ізолейцин

K: Лізин

L: Лейцин

M: Метіонін

N: Аспарагін

P: Пролін

Q: Глутамін

R: Аргінін

S: Серин

T: Треонін

V: Валін

W: Триптофан

Задіяний у такому біологічному процесі, як транспорт. 
Локалізований у мембрані, мітохондрії, внутрішній мембрані мітохондрії.